# Grande Halle d'Arles
La Grande Halle d'Arles est un bâtiment métallique,, qui a servi jusqu'en 1985 de chaudronnerie au sein d'ateliers ferroviaires.
En 2007, elle est rénovée par les architectes Alain Moatti et Henri Rivière.

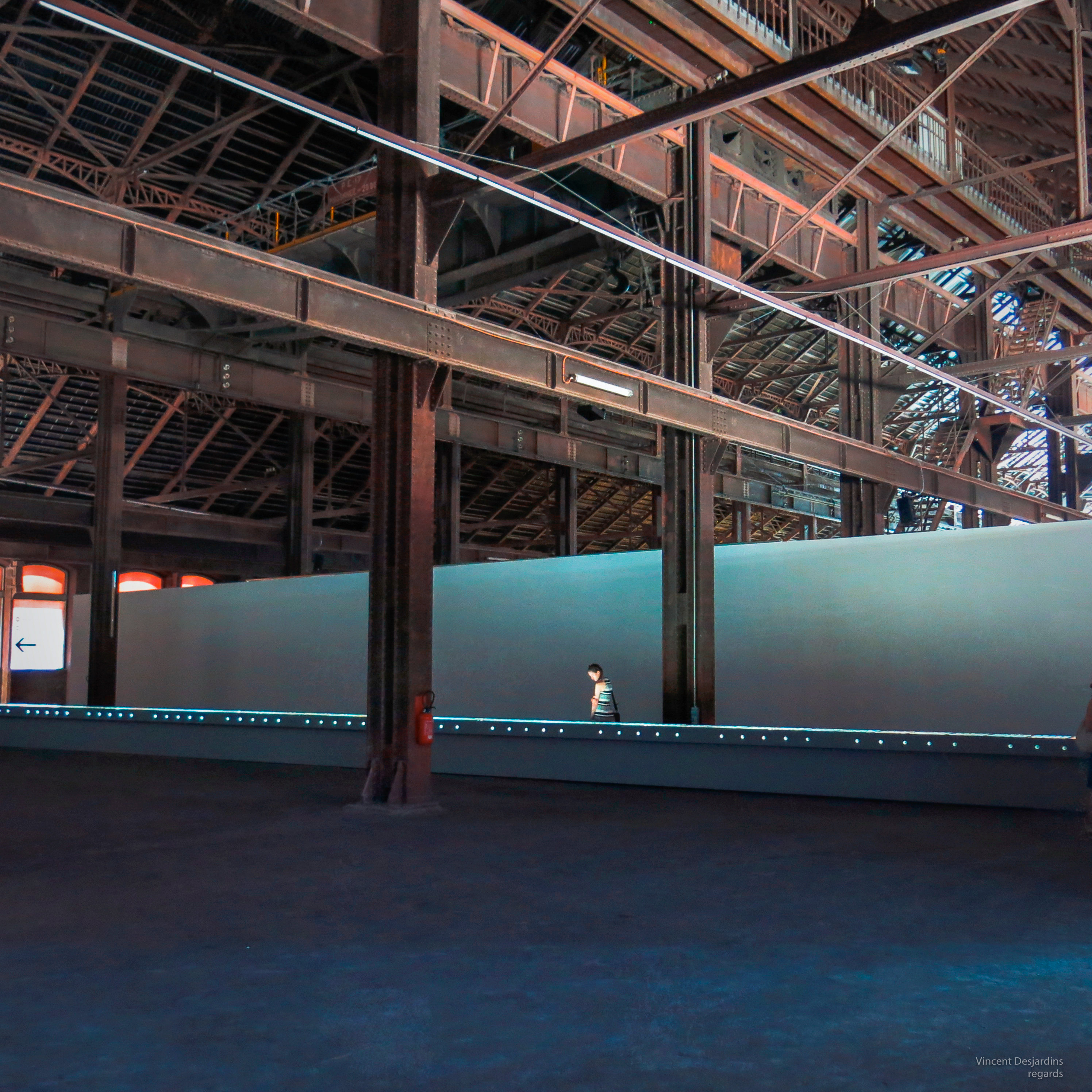
Vue intérieure lors des Rencontres d'Arles en juillet 2017.